# Bienenkiste

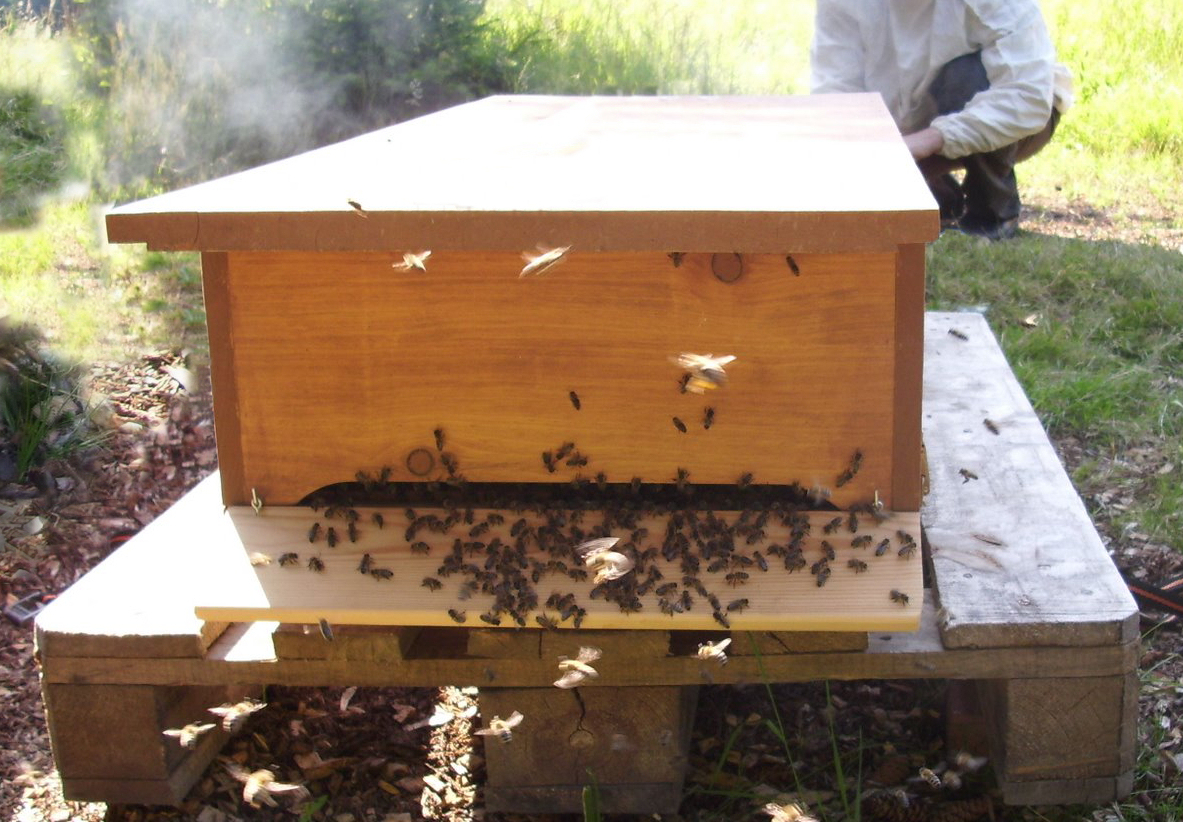
Mit Bienen besetzte Bienenkiste

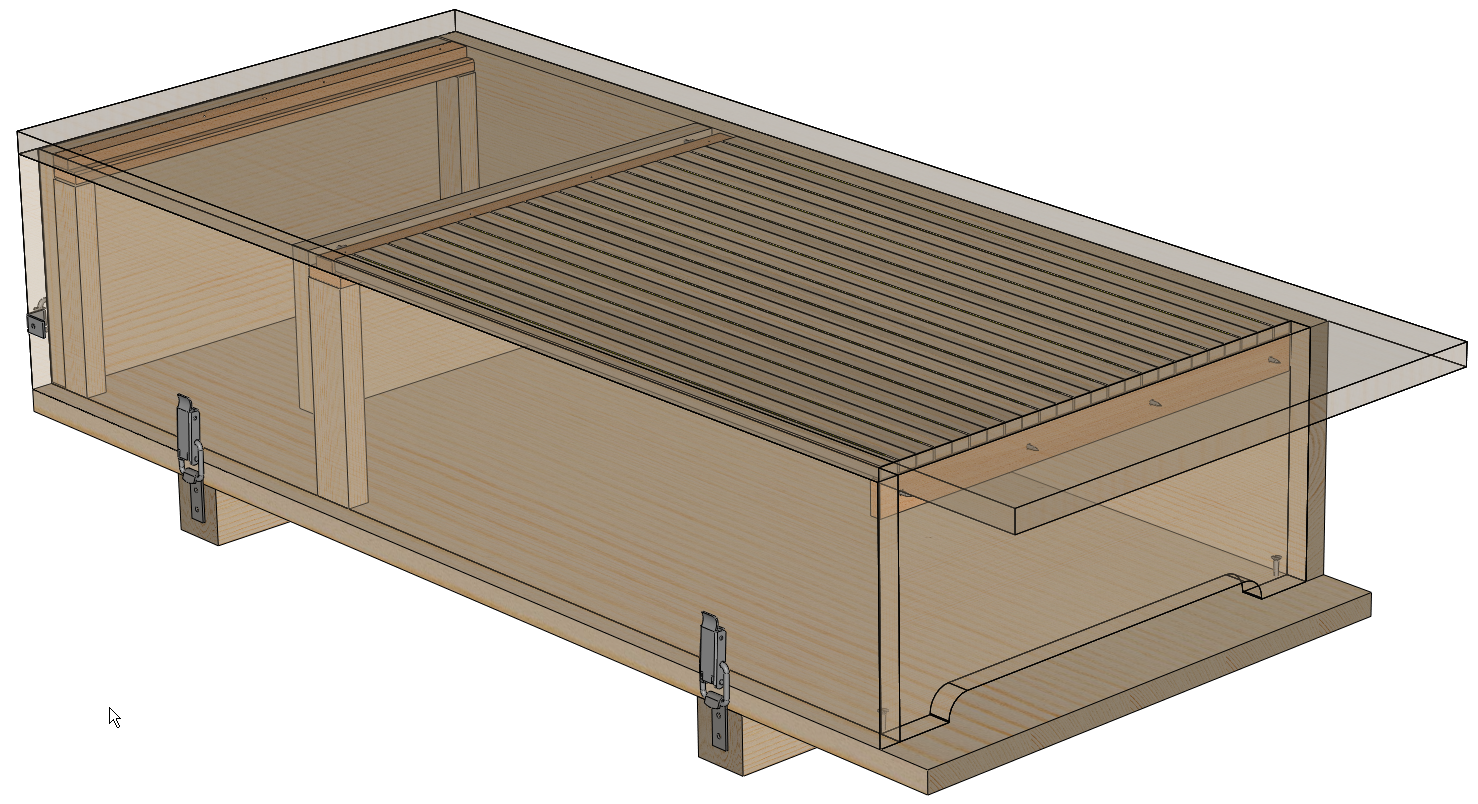
Bienenkiste als Röntgenansicht

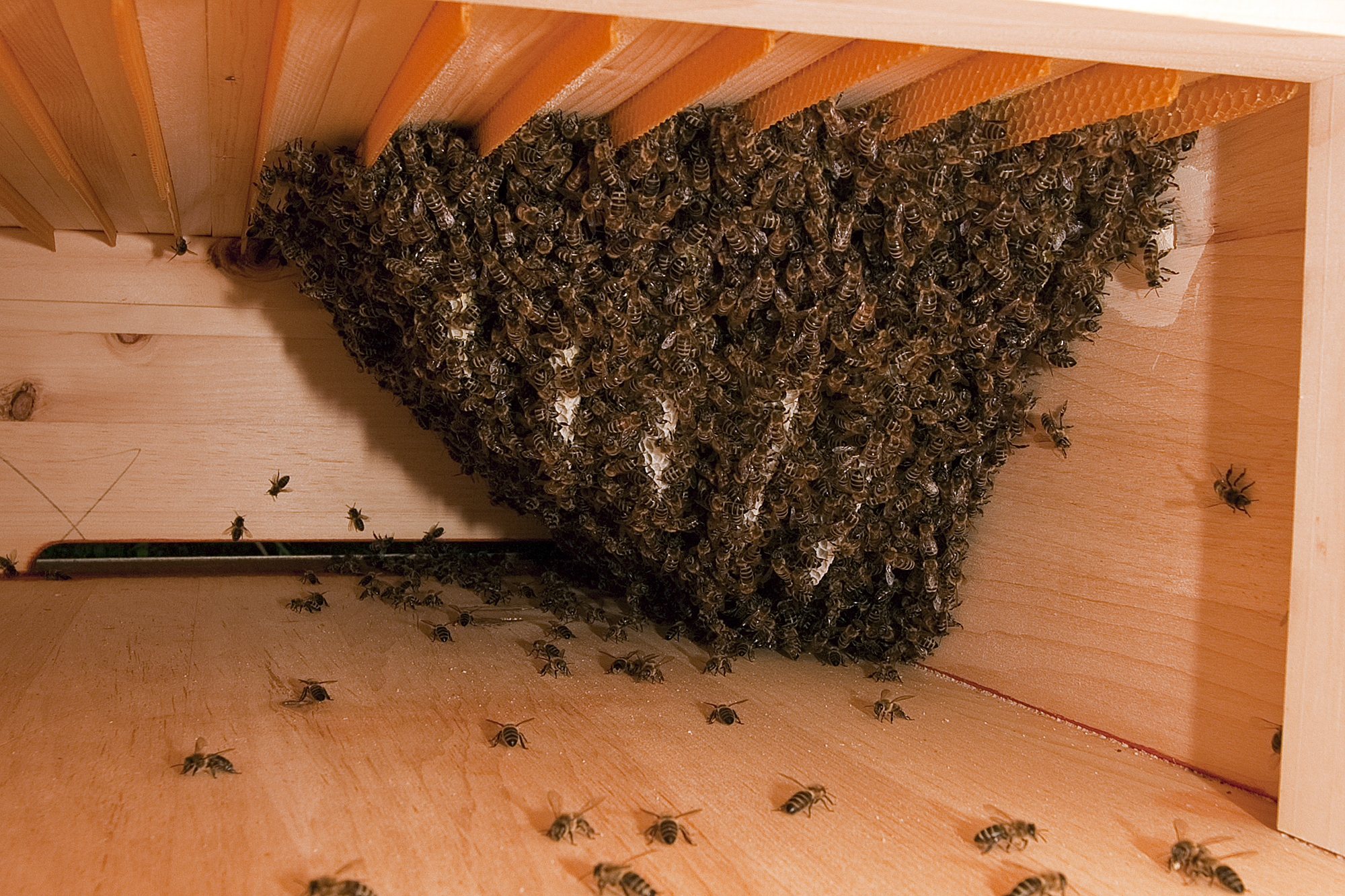
Wabenbau in einer Bienenkiste

Die Bienenkiste, eine Bienenbeute, ist eine Form der Horizontalbeute, die von Mellifera als Weiterentwicklung des Krainer Bauernstocks entwickelt wurde.

## Beschreibung
Das Hauptmerkmal dieser flachen Bienenbeute ist sein abnehmbares Boden- und Rückbrettbrett um so eine Inspektion und Varroabehandlung des Bienenvolkes durchführen zu können. Die Innenmaße betragen 100 × 43,5 × 21 cm. Das Wabenwerk wird durch die Bienen im Naturwabenbau als Stabilbau errichtet. Im hinteren Drittel können Waben zur Honigernte entnommen werden.
Die Bienenkiste wurde 2009 als Konzept der Wesensgemäßen Bienenhaltung vorgestellt, das Menschen ermöglichen soll, mit wenig Aufwand Bienen zu halten und Honig zur Selbstversorgung zu gewinnen. Die Betriebsweise orientiert sich eng an der natürlichen saisonal bedingten Entwicklung des Bienenvolks, die durch den Imker fürsorglich begleitet wird. Die Vermehrung geschieht über den natürlichen Schwarmtrieb und es werden nur die Honigüberschüsse geerntet.
Die Bau- und Betriebsanleitung ist frei im Internet zugänglich und als Open Source freigegeben.